# NGC 742
NGC 742 è una piccola galassia ellittica (o lenticolare) compatta situata nella costellazione dei Pesci, a una distanza di circa 274 milioni di anni luce dalla nostra Via Lattea.

## Scoperta
La galassia è stata scoperta il 13 dicembre 1784 dall'astronomo britannico di origine tedesca William Herschel.

## Descrizione
Dato il valore della sua luminosità superficiale pari a 11,69, NGC 742 può essere inclusa tra le galassie ad elevata luminosità superficiale.
NGC 742 sembra formare un raggruppamento di galassie con NGC 741 e PGC 7250. NGC 741 e NGC 742 sembrano essere entrate recentemente in collisione, anche se con conseguenze limitate. Sono stati rilevati filamenti radio che collegano NGC 741 a NGC 742, e data la struttura ripiegata di questi filamenti, si ritiene che NGC 741 si stia muovendo alla velocità di 1400 km/s rispetto al suo gruppo locale, come effetto della precedente interazione.